# Mural de la Memoria
El Mural de la Memoria es un conjunto de murales plasmados en diferentes puntos de la ciudad de Córdoba en el año 2016 para visibilizar los casos de personas desaparecidas en diferentes municipios del estado de Veracruz (Córdoba, Nogales, Mendoza y Río Blanco).
Se ubicaron en la calle Oriente 5, esquina con Norte 38, y en los muros de la escuela primaria “Agustina Ramírez”, en Oriente 8, entre sur 13 y 11.

## Colectivo de Familiares de Desaparecidos Orizaba - Córdoba
Los rostros que se pintaron en los muros, fueron víctimas de las violaciones a los derechos humanos que tuvieron lugar durante el gobierno de Javier Duarte Ochoa. Su sexenio (2010-2016) registró cerca de 535 casos de desaparición por el crimen organizado.
El 5 de junio del 2013, un conjunto de mujeres encaró al exgobernador en un evento por el día mundial del Medio Ambiente, exigiéndole una audiencia debido a que las instancias encargadas de dar seguimiento a las denuncias y difusión de sus familiares y hermanos desaparecidos no estaban realizando su trabajo. Javier Duarte acordó una reunión con ellas y con funcionarios de la Procuraduría de Justicia del Estado.
A lo largo del 2013 este grupo de madres se consolidaría como el Colectivo Familiares de Desaparecidos Orizaba-Córdoba Archivado el 24 de octubre de 2020 en Wayback Machine.. Tiene sus antecedentes cuando Araceli Salcedo Jiménez comenzó a dedicarse de tiempo completo a la búsqueda de su hija Fernanda Rubí Salcedo Jiménez, desaparecida el 7 de septiembre de 2012.
En su andar, coincidió con otras mujeres que así como ella exigían a las instancias gubernamentales la creación de carpetas de investigación y mayor visibilidad de la situación que Veracruz estaba atravesando. Así, las primeras mujeres en acompañar a Araceli fueron Alicia Mendoza, madre de Joshua Mendoza Castillo, Ana Lilia Jiménez, madre de Yael Zuriel Monterrosas y Eleonora Rivera, hermana de Juan José Rivera Ballinas. 
Sus principales acciones se han centrado en la realización de marchas en donde “volantean” las fichas de identificación de sus hijos, plantones y obstrucción de vías en diferentes puntos y realización de misas “Por nuestros desaparecidos”. Dichas actividades tienen el objetivo de difundir y concientizar a la ciudadanía veracruzana sobre la impunidad y los crímenes de desaparición forzada.
Para el colectivo siempre fue importante que los rostros de sus seres queridos estuvieran en diversos medios de comunicación como televisión y periódicos, y en el espacio público, no obstante, el municipio obstaculizó la difusión de sus casos en este último. 

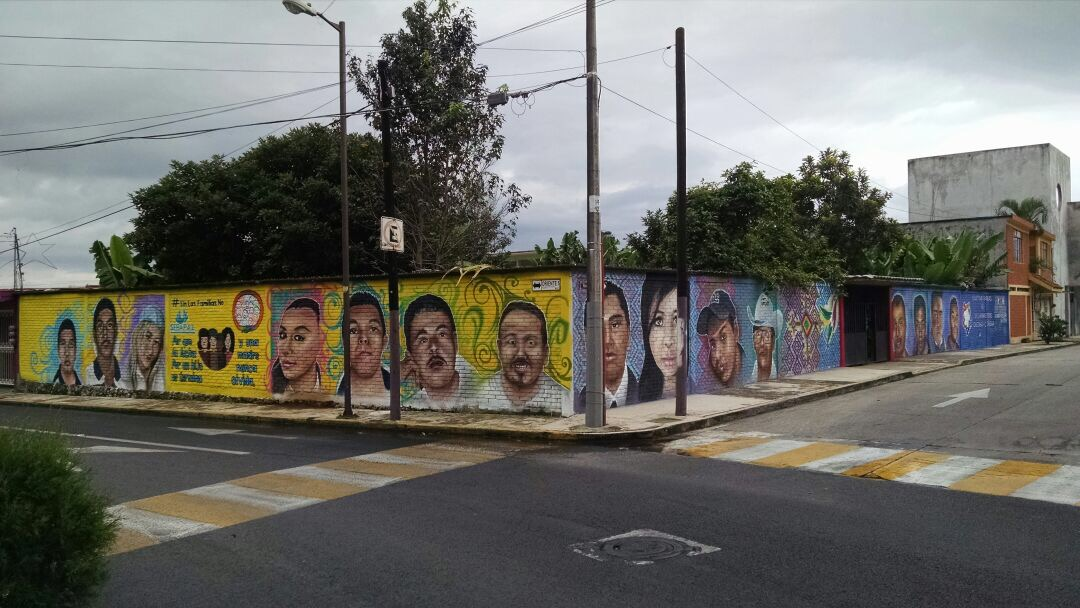
Mural en Calle Oriente 5, esquina con Norte 38
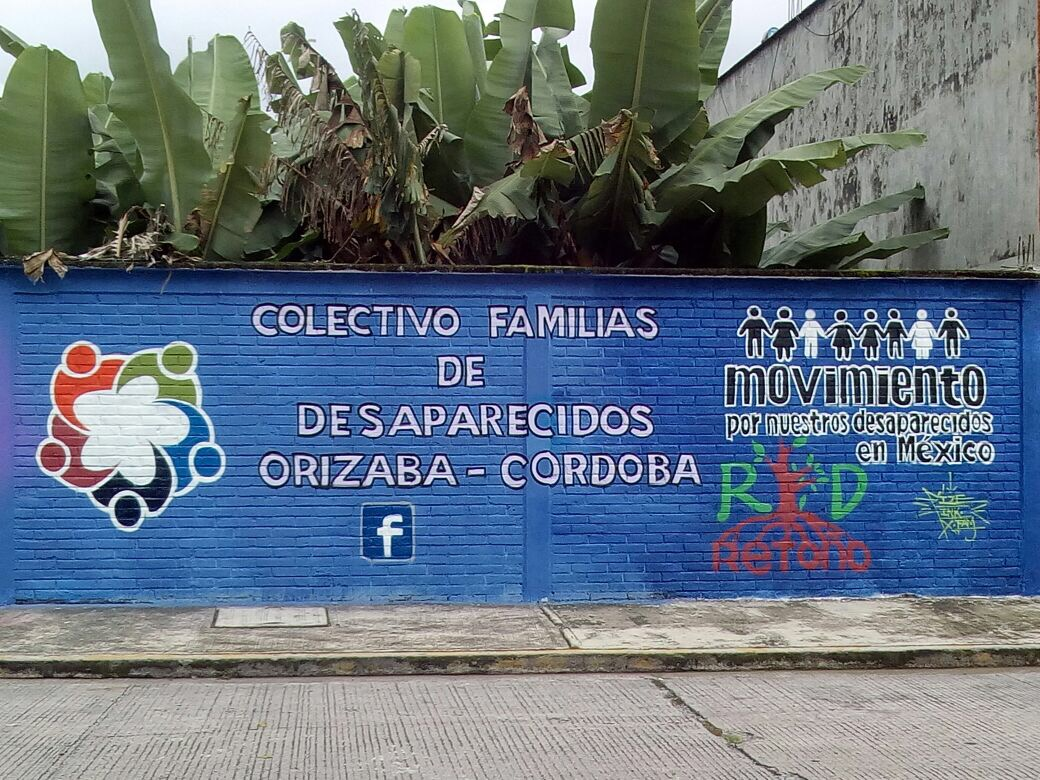
Colectivos que contribuyeron a la creación del mural
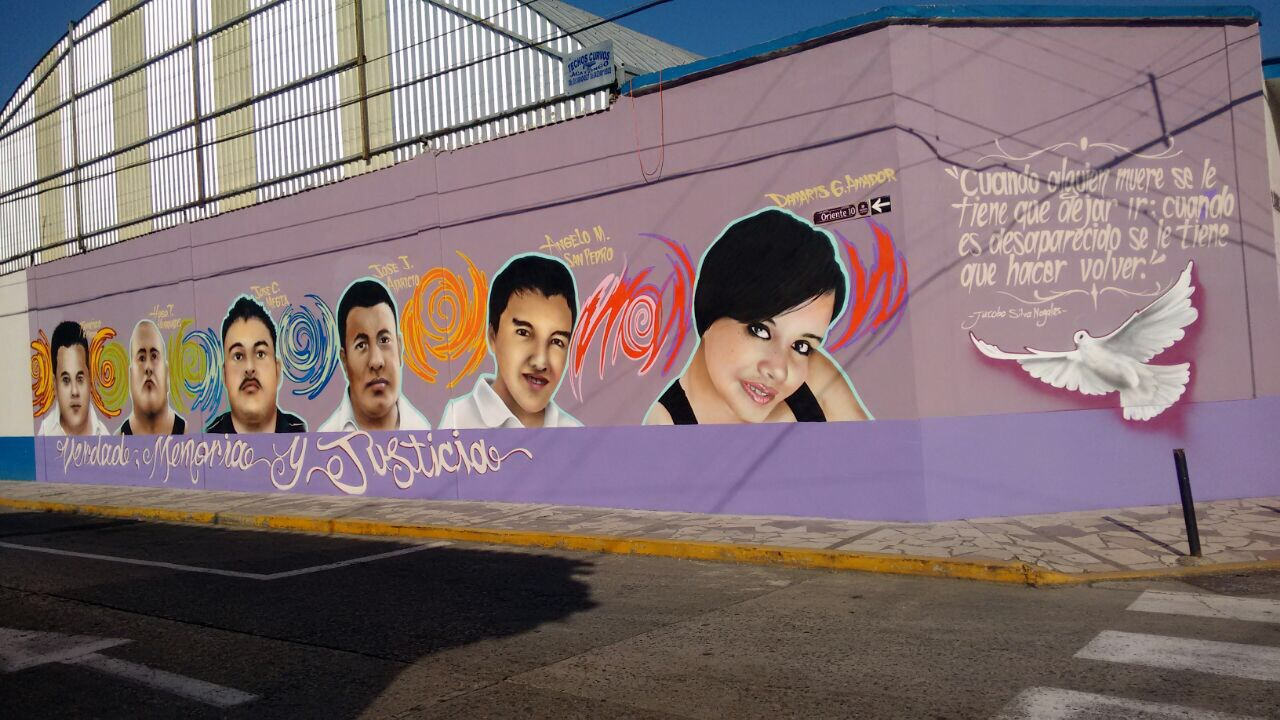
Mural en escuela primaria "Agustina Ramírez"

## Marcar la memoria
Ante la falta de recursos económicos para poder colocar las mantas de búsqueda de sus hijos en andadores publicitarios (el municipio exigía el pago de entre 900 y 1000 pesos), el Colectivo Familiares de Desaparecidos Orizaba-Córdoba Archivado el 24 de octubre de 2020 en Wayback Machine., junto con la ayuda de Red Retoño y el Movimiento por los Desaparecidos en México, emprendieron las pintas en paredes donadas por la ciudadanía en las direcciones antes mencionadas. 
La creación de estos murales forma parte del proyecto “Sus miradas en nuestra memoria” el cual ser busca ser una manifestación diferente hasta las ahora emprendidas por las madres para generar conciencia social y divulgar los 55 casos de desaparición que el colectivo de familiares llevaba registrados en dicha región.
Los fondos para la realización de esta actividad se obtuvieron mediante rifas de electrodomésticos y otros objetos de valor, de recaudaciones a través de “boteos” en la ciudad, así como la solidaridad del muralista Fize que lo único que solicitó por su colaboración fueron los materiales que la intervención requería.
Por otro lado, plasmar los rostros de los jóvenes en el espacio público también fue una forma de construcción de un artefacto de memoria a nivel colectivo, en donde los familiares, amigos y vecinos cercanos a las víctimas podían recordar sí su ausencia, pero, sobre todo, su mirada, su rostro, su nombre y su identidad, contribuyendo a eliminar los prejuicios hacia las víctimas y llevando a reflexionar que es una situación que “a cualquiera le puede pasar”.
A pesar del acoso de las autoridades ejercida a través de la policía local, estos colectivos pudieron llevar a cabo “las pintas”, donde además de plasmar los rostros, nombres y apellidos, se dedicaron frases a los ausentes, para los familiares ha representado una práctica que contrarresta la apatía e indolencia social sobre los desaparecidos en este estado, en este tipo de ejercicios anteponen la solidaridad, el encuentro, la convivencia, la participación, el apoyo y el sentido de comunidad.
La materialización de los rostros en los muros debe leerse como una herramienta para dotar de permanencia a narrativas que se pierden en los medios de comunicación o al desechar los volantes que los familiares reparten; haciendo frente a los discursos oficiales del estado en donde niegan los casos de desaparición forzada o quedan meramente como cifras. Es decir, como una suerte de disputa por la memoria en el espacio público y la manera en que los colectivos construyen lugares para recordar hechos dolorosos y al mismo tiempo denunciarlos.

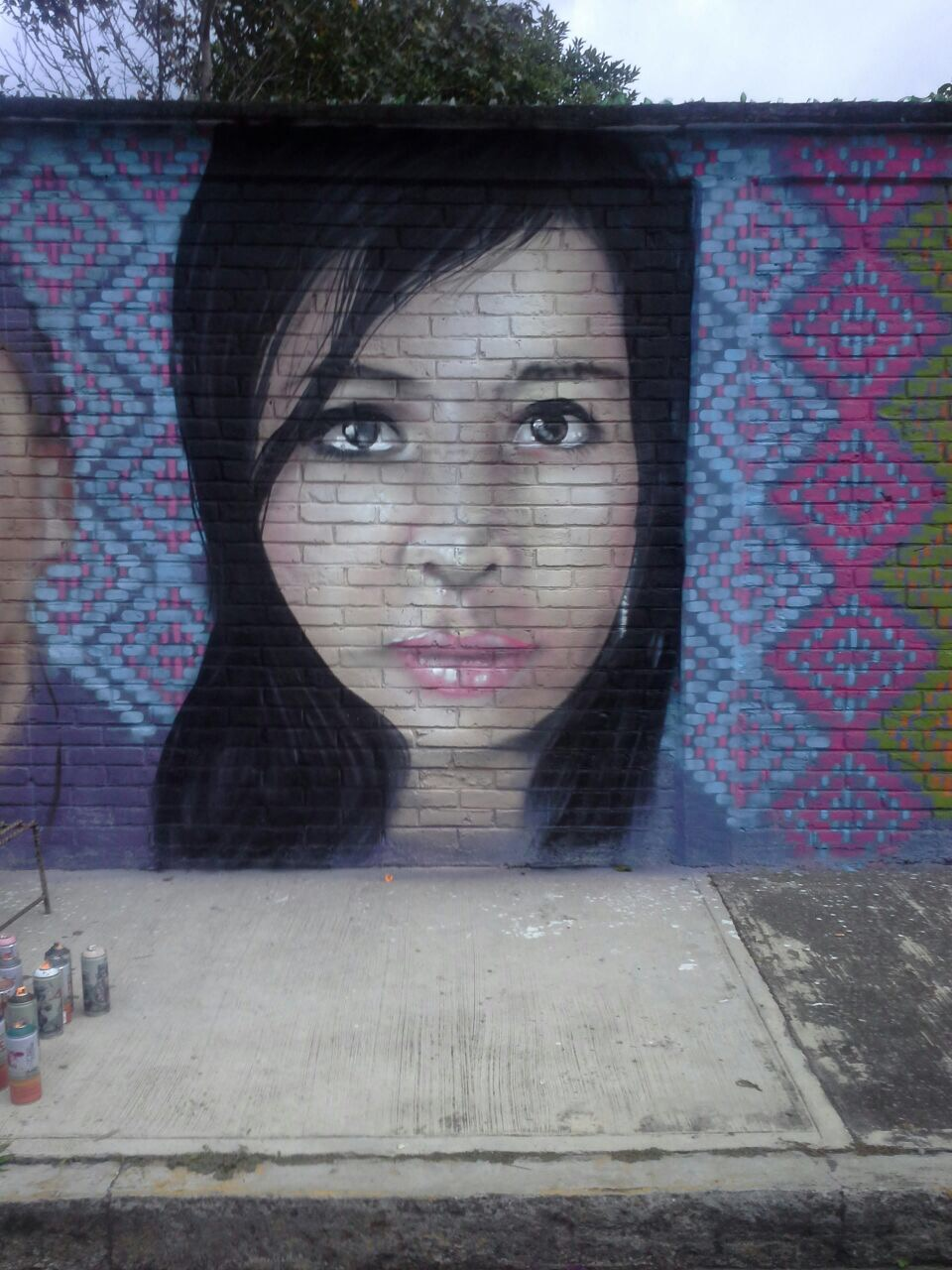
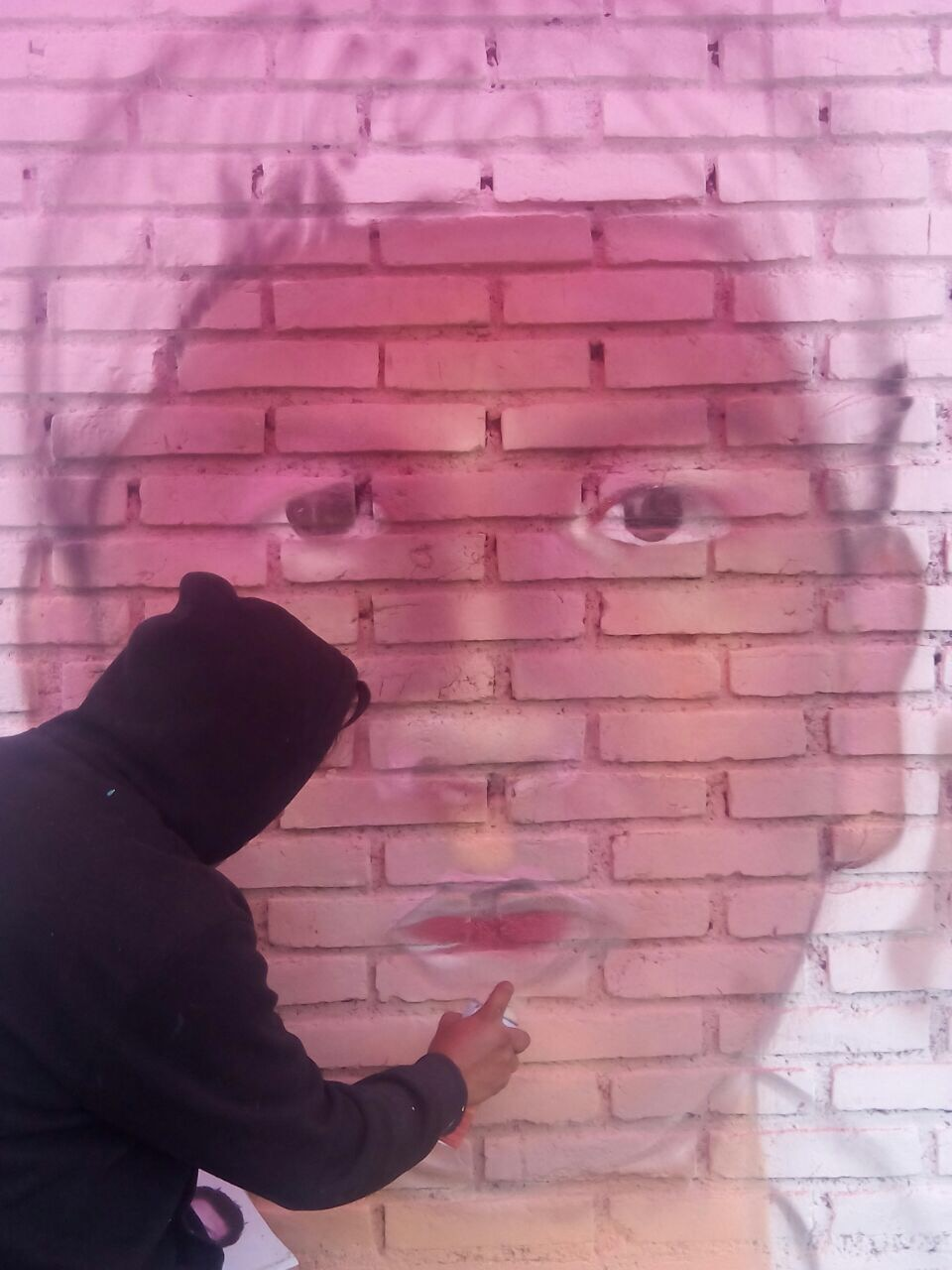
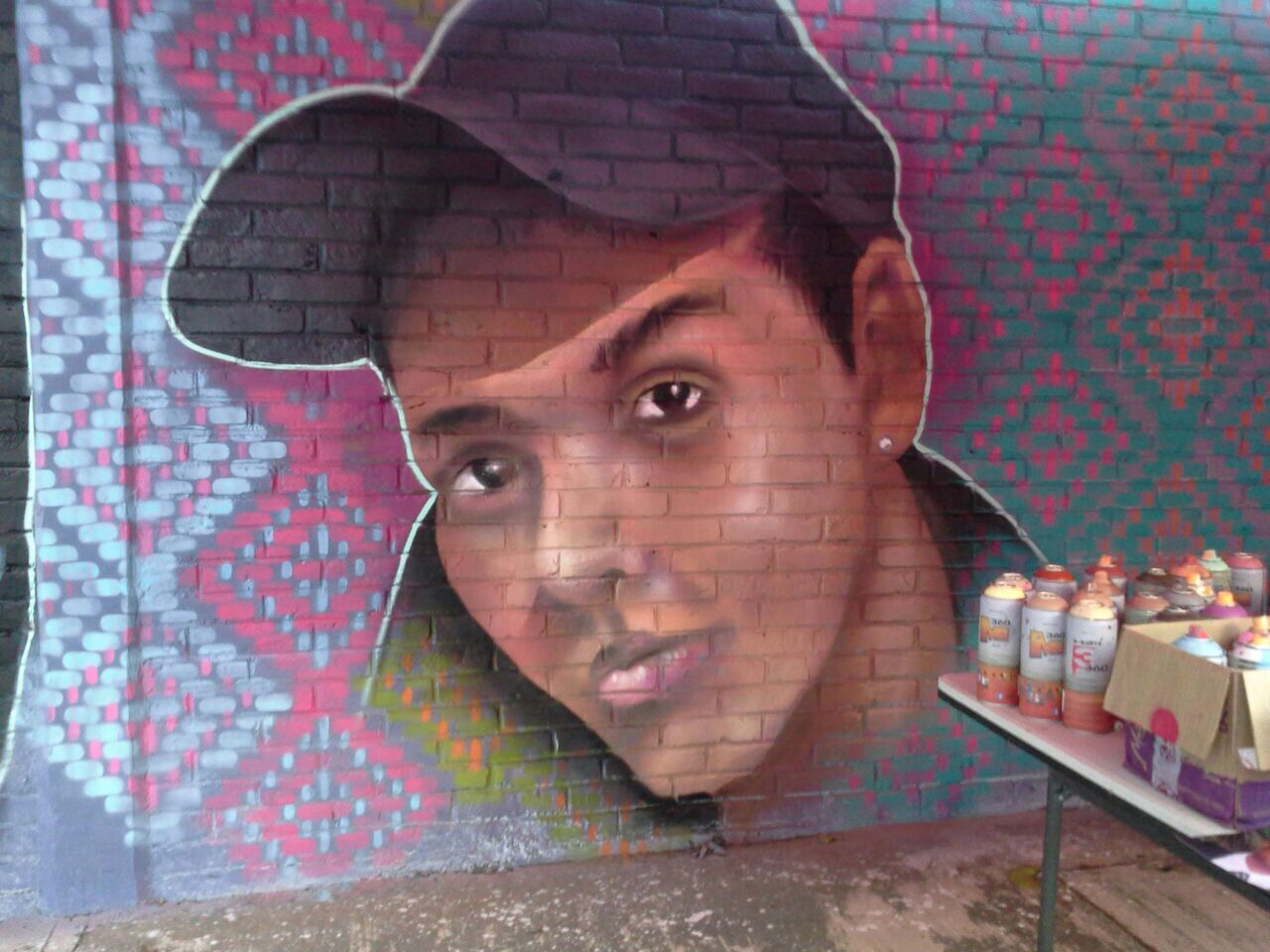
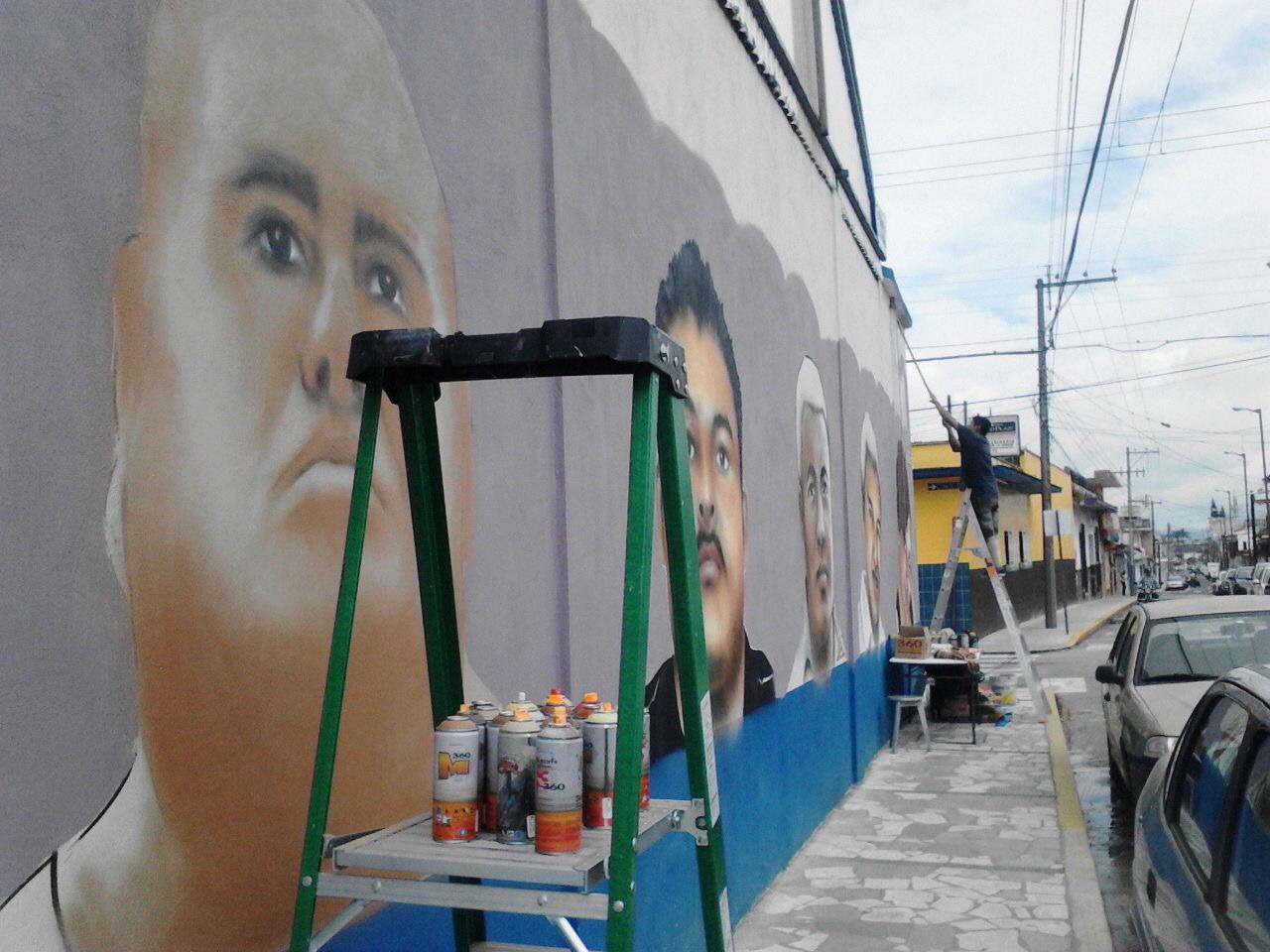
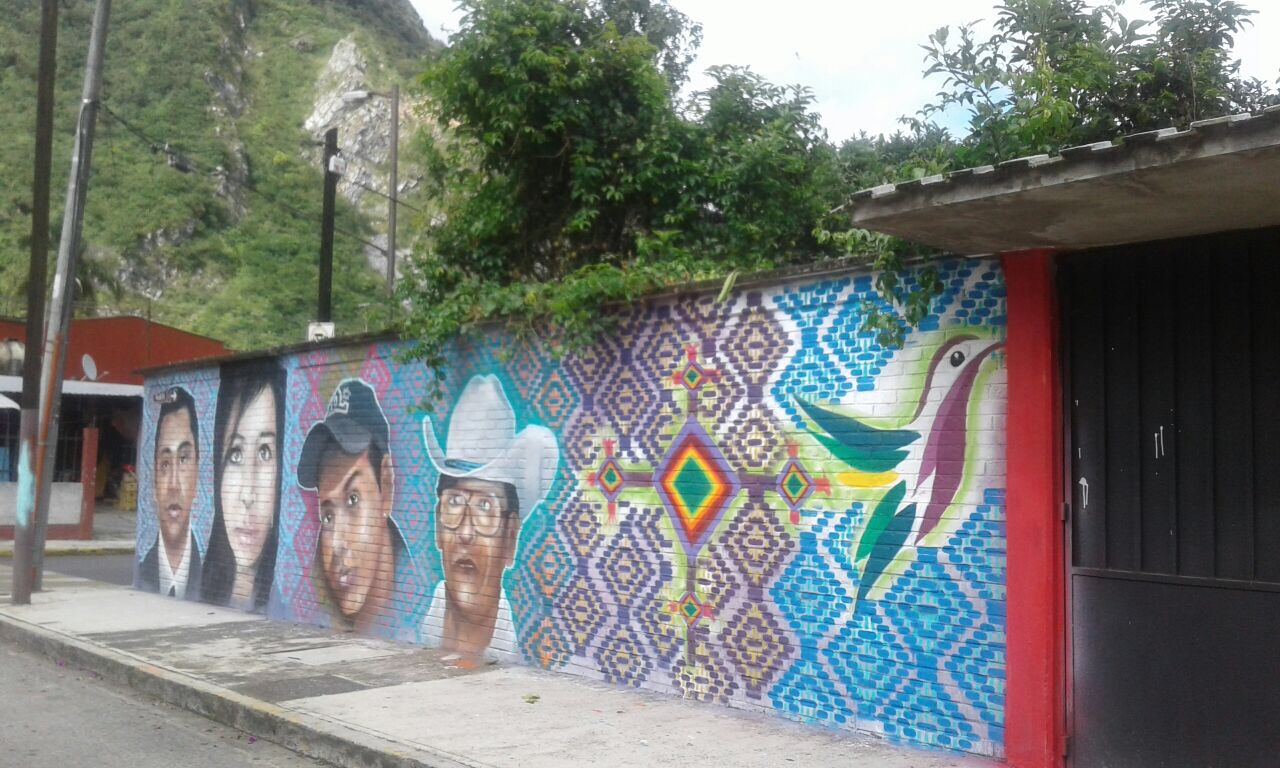
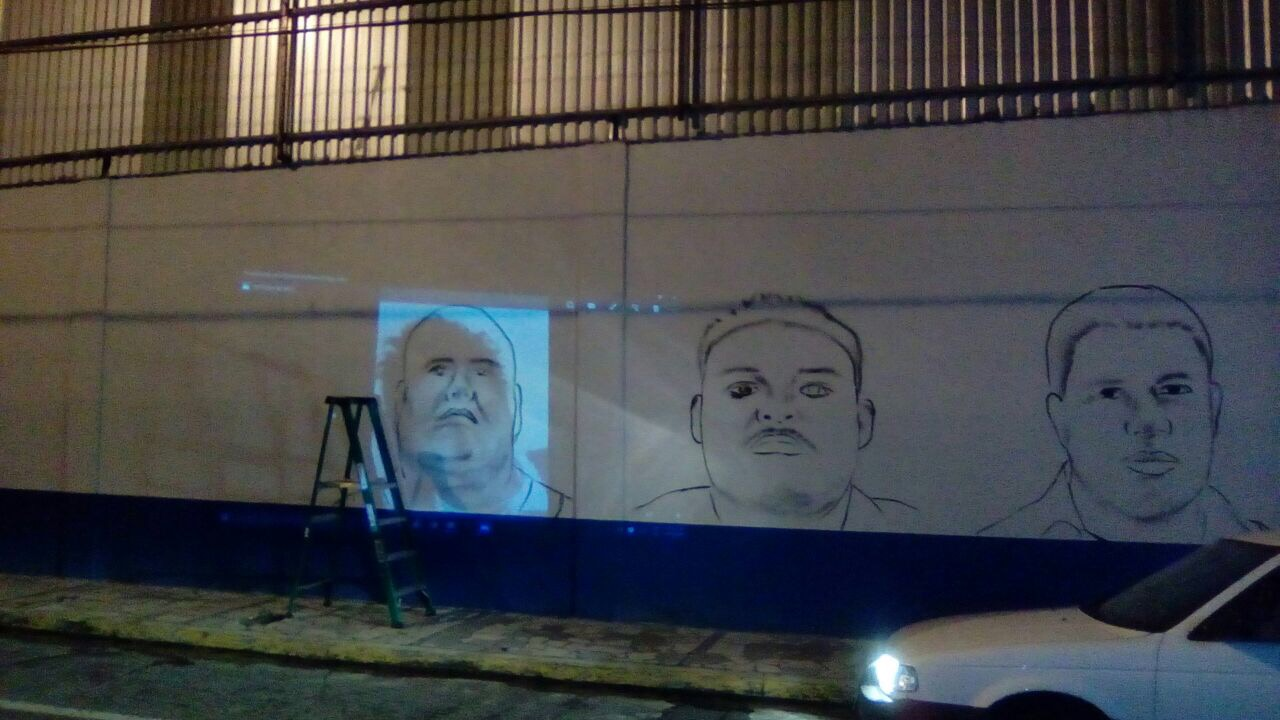

Lo que más resalta en el Mural de la Memoria de Córdoba, Veracruz, es la presencia de los ojos de los desaparecidos ahí retratados, convertida en una mirada que sigue al que por ahí pasa, que interpela, que llama, que no se puede ignorar y evoca el recuerdo de una persona, de su ausencia y la esperanza de su regreso.

## Rehacer el mural
En agosto de 2018 la mesa directiva de madres y padres de familia de la primaria “Agustina Ramírez”, decidió borrar el mural pintado dos años atrás. Desde su punto de vista, los rostros representaban un mensaje “muy agresivo” para los niños y solo se conservó una paloma blanca de la paz. Sin embargo, el colectivo recibió la donación de cuatro muros más, también en instituciones educativas, y se planea retratar los rostros de diez familiares que ya fueron localizados sin vida.
Con esta acción, se problematiza la permanencia que las narrativas sobre violaciones a los derechos humanos pueden tener o no en el espacio público y la manera en que pueden ser de nuevo silenciadas por otros grupos que no significan los hechos de la misma manera. Así, de nuevo se genera una disputa que resalta la forma en que estos lugares de recuerdo también pueden serlo de manera efímera, siempre en tensión con las comunidades que los rodean y habitan. 
Sin embargo, se resalta la manera en que el Colectivo Familiares de Desaparecidos Córdoba-Orizaba se ha configurado como un grupo emprendedor de la memoria que continúa promoviendo actividades que contribuyen a que las heridas abiertas de Veracruz no se olviden y una resignificación constante de su lucha. 
El caminar de estas madres continúa, en abril del 2017, frente a la base militar de Guatemala, el colectivo exigió la extradición del exgobernador Javier Duarte y volvió a recalcarle su  obligación de responder por las violaciones de derechos humanos cometidas durante su sexenio.  
En la actualidad, Araceli Salcedo Jiménez y el colectivo se han involucrado en actividades de búsqueda y exhumación de cadáveres en las más de 600 fosas clandestinas que han sido encontradas en el estado de Veracruz. Saben que buscan a sus hijos y hermanos desaparecidos, pero también se han comprometido en el acompañamiento y trabajo conjunto con otras organizaciones de la sociedad civil. 